# Supía

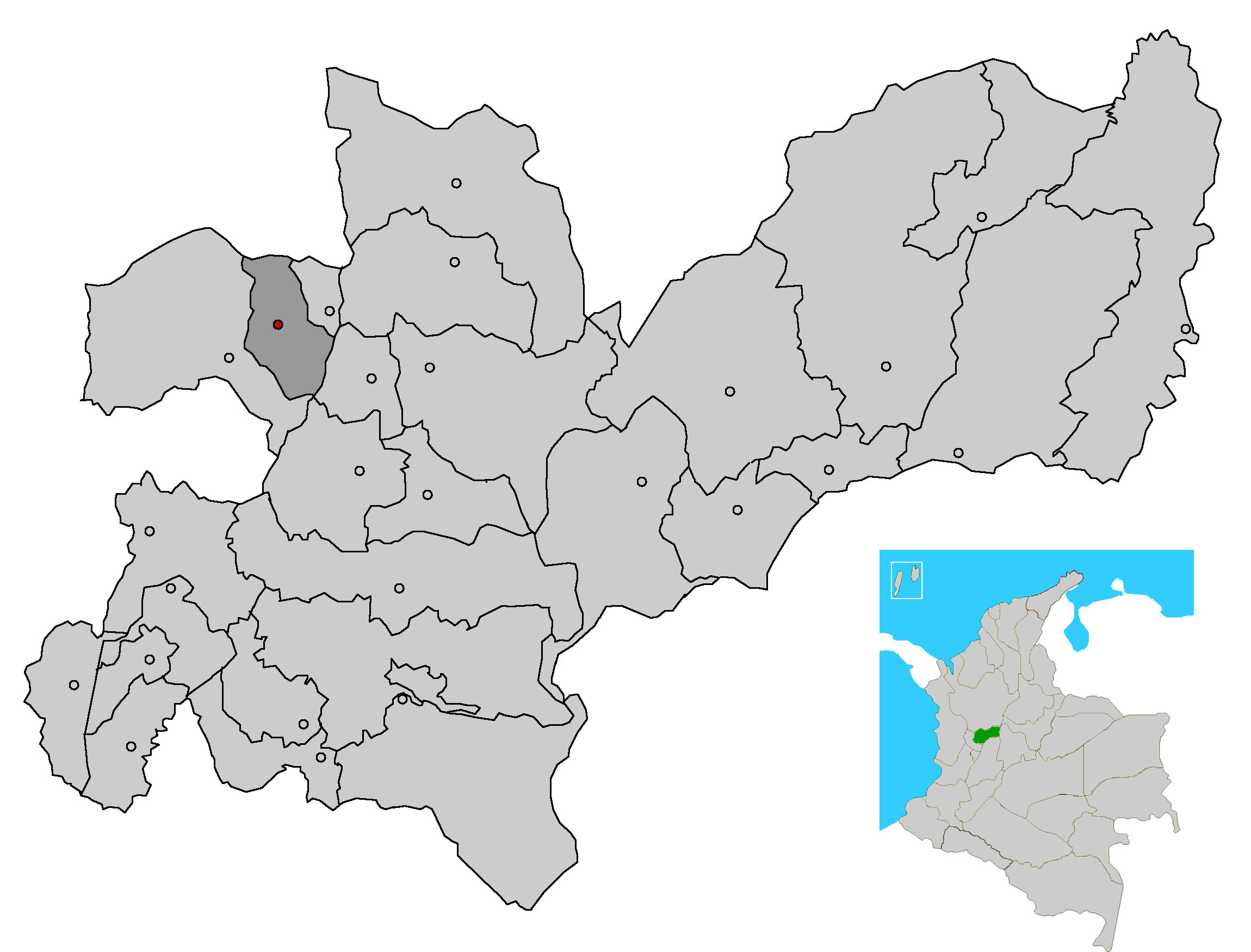
Localização de Supía no departamento de Caldas.

Supía é um município localizado no departamento colombiano de Caldas.